# Ministeri d'Igualtat d'Espanya
El Ministeri d'Igualtat d'Espanya és un dels departaments ministerials en els quals es divideix el govern d'Espanya.
Va ser creat per José Luis Rodríguez Zapatero en la formació de la IX legislatura l'abril de 2008, amb la finalitat d'impulsar polítiques socials reconegudes en la Llei de la Igualtat i en la Llei Integral contra la Violencia sobre la Dona, aíxí com en programes socials del Consell de la Joventut i de l'Institut de la Dona. Aquestes competències foren derivades de les que tenia el Ministeri de Treball i Assumptes Socials en la VIII legislatura.
La ministra titular del ministeri fou Bibiana Aído Almagro. El 20 d'octubre de 2010, en una remodelació del Govern, el Ministeri fou suprimit i la seva estructura s'integrà al Ministeri de Sanitat, Política Social i Igualtat d'Espanya conformant la nova Secretaria d'Estat d'Igualtat.
El gener de 2020, Pedro Sánchez va tornar a posar en funcionament aquest ministeri, amb Irene Montero de Podemos al capdavant, d'aquest ministeri també en depèn la Secretaria d'Estat d'Igualtat.
El 21 de novembre de 2023 va prendre possessió del càrrec Ana Redondo García.

## Llista de ministres d'Igualtat
| Legislatura                                                       | Inici                  | Finalització           | Nom                  | Partit polític | Partit polític |
| ----------------------------------------------------------------- | ---------------------- | ---------------------- | -------------------- | -------------- | -------------- |
| IX (2008-2012)                                                    | 14 d'abril de 2008     | 20 d'octubre de 2010   | Bibiana Aído Almagro |                | PSOE           |
| Integració en el Ministeri de Sanitat, Política Social i Igualtat |                        |                        |                      |                |                |
| XIV (2019-2023)                                                   | 13 de gener de 2020    | 21 de novembre de 2023 | Irene Montero Gil    |                | Podemos        |
| XV (2023-actualitat)                                              | 21 de novembre de 2023 | Actualitat             | Ana Redondo García   |                | PSOE           |